# Стефан-Караджово
Сте́фан-Караджо́во (болг. Стефан Караджово) — село в Ямбольській області Болгарії. Входить до складу общини Болярово. Назване на честь національного героя Болгарії Стефана Караджа.

## Населення
За даними перепису населення 2011 року у селі проживали 514 осіб.
Національний склад населення села:
| Національність   | Кількість осіб | Відсоток |
| ---------------- | -------------- | -------- |
| болгари          | 319            | 77,6%    |
| цигани           | 86             | 20,9%    |
| не визначились   | 3              | 0,7%     |
| Всього відповіли | 411            |          |

Розподіл населення за віком у 2011 році:
Динаміка населення: